# Tancred Borenius

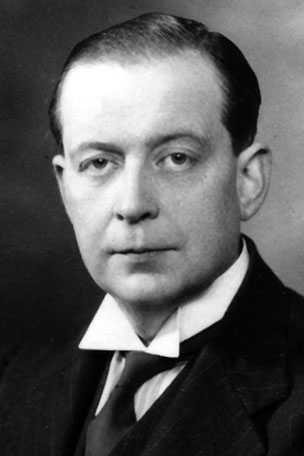
Tancred Borenius.

Carl Tancred Borenius, född 14 juli 1885 i Viborg, Storfurstendömet Finland, död 2 september 1948 i Coombe Bisset, England, var en finländsk konsthistoriker.
Borenius blev professor vid University College i London 1922, och författade sin doktorsavhandling om Vicenz-skolan (1909) arbeten om det äldre italienska och även det äldre engelska måleriet, katalogverk samt även uppsatser i "Burlington magazine". Borenius utgav i ny upplaga band 1–6 (1912–14) av Joseph Archer Crowe och Giovanni Battista Cavalcaselles A history of painting in Italiy, och skrev tillsammans med E.W. Tristam English mediæval painting (1927).